# Zahra Rahnavard
Zahra Rahnavard (persa: زهرا رهنورد), nascuda a Borujerd el 31 d'octubre de 1945, és una artista i política iraniana. Està casada amb Mir-Hossein Mousavi i va ser triada una de les 100 persones més influents de l'any 2010 per la revista Time.